# Бирбом, Макс
Макс Би́рбом (англ. Henry Maximilian Beerbohm; 24 августа 1872, Лондон — 20 мая 1956, Рапалло) — английский писатель, художник-карикатурист, книжный иллюстратор. 
Младший брат Герберта Бирбома. Снискал известность в 1890-х годах как денди и юморист из круга «Жёлтой книги». Наиболее успешное произведение — сатирический роман «Зулейка Добсон» (1911).

## Биография

### Происхождение
Родился в 1872 году в Лондоне. Младший из девяти детей Юлиуса Эвальда Эдварда Бирбома (1811—1892), который приехал в Англию примерно в 1830 году и сделал состояние на торговле зерном. Корни у отца были немецкие, голландские и литовские. Матерью писателя была Элиза Дрейпер Бирбом (ок. 1833—1918), сестра покойной первой жены Юлиуса Бирбома.
Существует мнение, что семья Бирбомов имеет еврейские корни (на этом настаивал, в частности, Малкольм Маггеридж). Основанием для этого служил образ жизни и стиль творчества Бирбома. Сам писатель признавал, что его юмор «похож на еврейский», однако отрицал своё еврейское происхождение. По этому поводу сказал в разговоре со своим биографом:
Я был бы рад узнать, что у нас, Бирбомов, имеется такая замечательная и привлекательная вещь, еврейская кровь. Но, похоже, нет оснований предполагать, что мы её имеем. История нашего семейства прослеживается с 1668 года, и в ней отсутствует даже намёк на иудаизм.
Обе супруги Бирбома были немецкими еврейками.
В 1904 году Бирбом познакомился с американской актрисой Флоренс Кан. В 1910 году они поженились. Детей у них не было.
Существует мнение (активнее всего его распространял журналист Малкольм Маггеридж), что Бирбом был латентным гомосексуалом и женщины его не привлекали, а его брак с Флоренс был фиктивным.
Однако Дэйвид Сесил писал о Бирбоме:
Хотя он не демонстрировал морального неодобрения гомосексуализма, (Бирбом) не был склонен к этому сам; напротив, он считал это большим несчастьем, которого желательно избегать, если это возможно.
Ивлин Во, тоже писавший на эту тему, завершает свои рассуждения так: «Для художника уровня Бирбома этот вопрос не имеет большого значения».

### Детство
С 1881 по 1885 год посещал дневную школу мистера Уилкинсона на Орме-сквер. Уилкинсон, как сказал Бирбом, «подарил мне любовь к латыни и тем самым дал мне возможность мне писать по-английски». Миссис Уилкинсон преподавала рисование студентам, и это были единственные уроки, которые Бирбом когда-либо получал по этому предмету.

### Молодость
Бирбом получил высшее образование в школе Чартерхаус и Мертон-колледже в Оксфорде с 1890 года, где он был секретарем студенческого Мирмидон-клуба. Именно в школе он начал писать. В Оксфорде Бирбом через своего сводного брата Герберта Три Бирбома познакомился с Оскаром Уайльдом и его окружением.
Макс Бирбом не был прилежным студентом и учился посредственно, но стал заметной фигурой в оксфордском обществе. Он также начал представлять статьи и карикатуры в лондонские издания, которые встречались с энтузиазмом. По его словам —
Я был скромным, добродушным мальчиком. Именно Оксфорд сделал меня невыносимым.
В молодости Макс Бирбом был влюблён в юную театральную актрису Минни Терри, которой ещё не исполнилось в то время десяти лет.
В 1893 году он встретил Уильяма Ротенштейна, который представил его Обри Бердсли и другим членам литературно-художественного кружка, связанного с издательством «Голова Бодли».
В марте 1893 года он представил статью об Оскаре Уайльде в англо-американскую газету под псевдонимом «Американец». Позже, в 1893 году, его эссе «Несравненная красота современного платья» было опубликовано в оксфордском журнале The Spirit Lamp его редактором лордом Альфредом Дугласом.
В 1894 году он оставил Оксфорд, не получив диплома и степени.
В 1895 году Бирбом на несколько месяцев отправился в Соединенные Штаты в качестве секретаря театральной компании своего сводного брата Герберта Бербома Три. Его уволили из-за небрежного отношения к обязанностям.
В Америке он обручился с Грейс Коновер, американской актрисой. Романтические отношения продолжались несколько лет, но закончились разрывом.

## Расцвет

### Дендизм
Бирбом был одним из образцовых денди конца века. Имел славу идеально одетого человека с великолепными манерами, арбитра вкуса. Оставил несколько эссе о дендизме.

### Первая книга
Первая книга Бирбома «Сочинения Макса Бирбома» (The Works of Max Beerbohm) вышла в свет в 1896 году. Это был сборник коротких текстов, в основном тех, которые были написаны в Оксфорде. Книга была опубликована в Лондоне в издательстве «Голова Бадли». В составе книги было скандальное эссе «В защиту косметики» («A Defence_of_Cosmetics»), появившееся в первом номере «Желтой книги» в апреле 1894 года, заново отредактированное и переименованное в «Проникновение в Руж». Этот текст стал этапным для эстетики декаданса и вызвал бурную реакцию публики.
В конце книги 24-летний Бирбом серьезно объявил, что теперь уходит из литературы, сказав все, что можно было сказать. Разумеется, он не исполнил этого обещания.
На книгу обратил внимание Бернард Шоу и весьма благожелательно отнёсся к ней. Именно Шоу в своем последнем выпуске «Субботнего обзора» наградил Бирбома эпитетом «Несравненный Макс» (Incomparable Max). В дальнейшем это стало общеупотребительным прозвищем Бирбома.
В 1922 году Бирбом выпустил второе издание этой книги — ограниченную серию из 780 экземпляров, подписанных и пронумерованных автором, причем 750 были выставлены на продажу, а остальные 30 были представлены для презентации.

### Рецензент
Бирбом писал театральные рецензии для лондонского Субботнего обозрения (1898—1910), сменив на этом посту Дж. Б. Шоу.

### Переезд в Италию
После заключения брака в 1904 году супруги Бирбом переехали в Рапалло в Италию. Здесь они и остались до конца своей жизни, за исключением периода Первой и Второй мировых войн, когда они возвращались в Великобританию, и поездок в Англию для участия в выставках рисунков. Сам Бирбом объяснял отъезд слишком жёсткими социальными требованиям лондонского общества, а также чрезмерными расходами на жизнь в Лондоне.
Это не мешало ему оставаться культовой фигурой в английском культурном обществе. Рапалло времён Бирбома стал местом паломничества английских и европейских интеллектуалов. Там побывали, в числе прочих, Эзра Паунд, которые жили поблизости, Сомерсет Моэм, Джон Гилгуд, Лоуренс Оливье и Трумэн Капоте.
Италией и итальянской культурой Бирбом почти не интересовался. За пятьдесят лет жизни в Рапалло он так и не выучил итальянский язык.
В 1911 выходит самый известный роман Бирбома — «Зулейка Добсон» (Zuleika Dobson).
В 1912 выходит сборник «Рождественский венок» (A Christmas Garland) — сборник пародий на таких авторов как Джозеф Конрад, Томас Харди и др.

### Посвящение в рыцари
Посвящён в рыцарское достоинство королём Георгом VI в 1939 году. Считается, что решение о посвящении в рыцари было принято раньше, однако это награждение было отложено из-за сатирического стихотворения «Трагическая баллада с двойным рефреном Архивная копия от 3 августа 2020 на Wayback Machine», в которой автор насмехается над королевской четой.

### Во время и после Второй мировой войны
Бирбом вернулся в Англию из Рапалло в 1935 году, когда его жена Флоренс Кан приняла решение участвовать в постановке оперы «Пер Гюнт» на лондонской сцене. Государственная радиовещательная корпорация BBC предложила ему вести регулярные радиопередачи на свободные темы и он согласился.
Он и его жена оставались в Британии во время Второй мировой войны, в течение которой Бирбом продолжал вещание, дав свой последний эфир в 1945 году. Сейчас его передачи считаются классикой английского юмора. Шесть радиопередач были собраны вместе с шестью другими эссе и опубликованы в виде книги, которую автор назвал «В основном в эфире» (Mainly on the Air) в 1946 году. Между 1946 и 1972 годами было выпущено 17 изданий этой книги на английском и других языках.
Незадолго до смерти Макс Бирбом вступил в брак с собственной бывшей секретаршей — Элизабет Юнгманн.
Макс Бирбом умер в Рапалло в 1956 году. Его прах погребен в лондонском соборе Святого Павла.

## Творчество
Кроме образцовых нарядов и манер, прославился блестящими литературными пародиями на современников (вошли в книги Уголок поэтов, 1904, и Рождественская гирлянда, 1912), графическими карикатурами, сатирическим романом о жизни Оксфорда «Зулейка Добсон» (1911). Первая новелла Бирбома, «Счастливый лицемер» (1897), имела большой успех, Герберт Уэллс считал её одним из лучших на английском языке рассказов. В итоговый сборник новелл Семеро мужчин (1919) вошёл рассказ Енох Сомс, воспоминание о 1890-х годах, который Борхес включил позднее в свою Антологию фантастической литературы.

## Признание
Эссе Макс Бирбом, урок манер (1954) написал британский писатель Ивлин Во. Уинстон Черчилль писал о своей любви к творчеству Бирбома в статье «Карикатуры и карикатуристы».

## Издания на русском языке
- [Пародии] // Ничего смешного: Юмор, сатира, пародия, афоризм / Сост, пер., комм. А. Ливерганта. М.: Новое литературное обозрение, 1999.
- Енох Сомс / Пер. Е.Лысенко// Борхес Х. Л. и др. Антология фантастической литературы. СПб: Амфора, 1999. с.14-59.
- Зулейка Добсон, или Оксфордская история любви. / Пер. Николая Никифорова. Тверь: Издательство «Kolonna publications. Митин журнал», 2016. 336 с. ISBN 978-5-98144-218-6.